# درخشان‌ترین آبی
درخشان‌ترین آبی (به انگلیسی: Brightest Blue) چهارمین آلبوم استودیویی اثر خواننده و ترانه‌سرای انگلیسی، الی گولدینگ است. این آلبوم در تاریخ ۱۷ ژوئیه ۲۰۲۰ از طریق پالیدور رکوردز منتشر شد. آلبوم در ابتدا برای ۵ ژوئن ۲۰۲۰ برنامه‌ریزی شده بود اما به دلیل دنیاگیری کروناویروس به تعویق افتاد. مقدمه این آلبوم توسط سه تک آهنگ: «نگران من»، «قدرت» و «نارنجک آهسته» است و شامل همکاری‌هایی با بلک‌بر، دیپلو، جویس ورلد، لو و سوئه لی است.

## زمینه
در ژانویه سال ۲۰۱۷، گولدینگ اعلام کرد که کار بر روی موسیقی جدید را آغاز شده‌است. در آوریل همان سال، بلادپاپ در رسانه‌های اجتماعی فاش کرد که در استودیو با گولدینگ حضور داشت. در همان ماه، گولدینگ همکاری با کیگو با عنوان «اولین بار» را منتشر کرد. در ۲۴ اکتبر ۲۰۱۸، او «نزدیک من» را با دیپلو و سوئه لی منتشر کرد. او در اوایل سال ۲۰۱۹ به گاردین گفت: «خیلی از ترانه‌های آلبوم توسط من نوشته شده‌است.» وی در ادامه دربارهٔ سه ترانه جدید «شار» «عشق را دوست دارم» و «برق» گفت.
در ژوئیه سال ۲۰۱۹، گولدینگ اظهار داشت که ترانه بعدی او که منتشر خواهد شد «زن من هستم» و «شروع» هستند. در ماه نوامبر، او پس از انتشار آهنگ کریسمس «رودخانه» با جونی میچل، که به صدر جدول تک‌آهنگ‌های بریتانیا رسید، و به سومین تک‌آهنگ رتبه یک و آخرین رتبه یک آهنگ از دهه ۲۰۱۰ وی تبدیل شد. در مصاحبه مارس ۲۰۲۰ با مجله قلب، گولدینگ فاش کرد که آلبوم از دو بخش است، و اضافه کرد که وی در این پروژه گیتار، بیس و پیانو را اجرا می‌کند. وی در حین حضور در فیلم The Late Late Show با جیمز کوردن، این آلبوم را به عنوان دو طرفه توصیف کرد که طرف اول آهنگهایی را که به‌طور کامل توسط او نوشته شده‌است، نشان می‌دهد، در حالی که طرف دوم مانند «تغییر نفس» توصیف شده‌است و شامل اکثر تک آهنگ‌ها از سال ۲۰۱۸ تا ۲۰۲۰ که منتشر شده‌اند.

## انتشار و تبلیغ
در تاریخ ۲۷ مه ۲۰۲۰، گولدینگ درخشان‌ترین آبی را به عنوان عنوان این آلبوم را در کنار اثر هنری پوشش، تاریخ‌ها و قالب‌های انتشار و لیست ترانه‌ها معرفی کرد. پیش سفارش آلبوم در کنار اعلامیه ساخته شده‌است. طرف اول آلبوم دارای ۱۳ آهنگ در کل است، در حالی که طرف دوم، دارای نسخه‌های قبلاً منتشر شده «نزدیک به من»، «نفرت من» و «نگرانی دربارهٔ من» و همچنین دو آهنگ جدید است. آلبوم در ابتدا برای انتشار در ۵ ژوئن ۲۰۲۰ برنامه‌ریزی شده بود، بعداً تا ۱۲ ژوئن و بعد ۱۷ ژوئیه همان سال به تعویق افتاد. به منظور پشتیبانی از این آلبوم، گولدینگ در آوریل ۲۰۲۱ تور درخشان‌ترین آبی را شروع می‌کند.

### تک‌آهنگ‌ها
در ۱۳ مارس ۲۰۲۰، گولدینگ «نگرانی درمورد من» را با همکاری بلک‌بر به عنوان اولین تک آهنگ از این آلبوم منتشر کرد. نماهنگ همراه با کارگردانی امیل نوا در همان روز منتشر شد. پس از انتشار این ترانه، به‌طور کلی بررسی‌های مثبت از منتقدین موسیقی دریافت کرد. از نظر تجاری، این آهنگ در شماره ۷۸ در جدول Singles UK آغاز شد. در ۲۱ مه ۲۰۲۰، «پاور» به عنوان دومین آهنگ آلبوم منتشر شد. موزیک ویدیو همراه با کارگردانی ایموژن اسنل و ریکاردو کاستانو بود و بعداً در همان روز منتشر شد. در انگلیس به رتبه ۸۶ رسید.

## فهرست ترانه‌ها
دست‌اندرکاران اقتباس شده از فراداده اپل میوزیک و تیدال
| درخشان‌ترین آبی – لیست ترانه | درخشان‌ترین آبی – لیست ترانه        | درخشان‌ترین آبی – لیست ترانه |
| شماره                       | نام                                | مدت                         |
| --------------------------- | ---------------------------------- | --------------------------- |
| ۱.                          | «شروع» (با همراهی serpentwithfeet) | ۵:۰۷                        |
| ۲.                          | «قدرت»                             | ۳:۱۱                        |
| ۳.                          | «چقدر عمیق است»                    | ۳:۲۵                        |
| ۴.                          | «فیروزه‌ای»                         | ۰:۵۷                        |
| ۵.                          | «عشق به من داده می‌شود»             | ۳:۲۹                        |
| ۶.                          | «ارتفاعات جدید»                    | ۴:۱۲                        |
| ۷.                          | «شعر برای خودم»                    | ۱:۵۱                        |
| ۸.                          | «زن»                               | ۳:۴۷                        |
| ۹.                          | «جزر و مد»                         | ۳:۵۱                        |
| ۱۰.                         | «شراب مست»                         | ۰:۴۸                        |
| ۱۱.                         | «سفید کننده»                       | ۳:۱۷                        |
| ۱۲.                         | «شار»                              | ۳:۵۰                        |
| ۱۳.                         | «درخشان‌ترین آبی»                   | ۴:۴۹                        |
| مجموع مدت:                  | مجموع مدت:                         | ۴۲:۳۴                       |

| ای‌جی. ۰ – لیست مسیر جانبی b | ای‌جی. ۰ – لیست مسیر جانبی b                                                  | ای‌جی. ۰ – لیست مسیر جانبی b |
| شماره                       | نام                                                                          | مدت                         |
| --------------------------- | ---------------------------------------------------------------------------- | --------------------------- |
| ۱.                          | «اورتور»                                                                     | ۱:۱۷                        |
| ۲.                          | «نگران من» (خرس سیاه)                                                        | ۲:۵۹                        |
| ۳.                          | «نارنجک آهسته» (با همراهی لو)                                                | ۳:۳۷                        |
| ۴.                          | «نزدیک من (ترانه الی گولدینگ، دیپلو و سوئه لی)» (با دیپلو با همراهی سوئه ای) | ۳:۰۲                        |
| ۵.                          | «از من متنفر باش» (با جویس ورلد)                                             | ۳:۰۶                        |
| مجموع مدت:                  | مجموع مدت:                                                                   | ۱۴:۰۱                       |

### یادداشت
- ^   یک تهیه‌کننده موسیقی اضافی را نشان می‌دهد
- ^   یک تولیدکننده آواز را نشان می‌دهد
- «قدرت» آهنگ دوآ لیپا را با نام «یکی باش» (۲۰۱۵) است.[۲۷]

## جدول‌ها
| جدول (۲۰۲۰)                            | اوج موقعیت |
| -------------------------------------- | ---------- |
| آلبوم‌های استرالیایی (ای‌آرآی‌ای)         | ۲۵         |
| آلبوم‌های اتریشی (آلبوم‌های او۳)         | ۲۹         |
| آلبوم‌های بلژیکی (اولتراتاپ فلاندرز)    | ۱۷         |
| آلبوم‌های بلژیکی (اولتراتاپ والونیا)    | ۳۷         |
| آلبوم‌های کانادایی (بیلبورد)            | ۳۸         |
| آلبوم‌های چک (سی‌ان‌اس آی‌اف‌پی‌آی)          | ۵۸         |
| آلبوم‌های هلندی (جدول‌های هلند)          | ۹۴         |
| آلبوم‌های فرانسوی (اس‌ان‌ئی‌پی)            | ۱۰۱        |
| آلبوم‌های آلمانی (۱۰۰ آلبوم برتر رسمی)  | ۱۲         |
| آلبوم‌های ایرلندی (شرکت جدول‌های رسمی)   | ۹          |
| آلبوم‌های ایتالیایی (فیمی)              | ۸۶         |
| آلبوم‌های نیوزیلندی (آرام‌ان‌زد)          | ۱۹         |
| آلبوم‌های نروژی (وی‌جی-لیستا)            | ۳۰         |
| آلبوم‌های لهستانی (زدپی‌ای‌وی)            | ۲۴         |
| آلبوم‌های اسکاتلندی (شرکت جدول‌های رسمی) | ۲          |
| آلبوم‌های اسپانیایی (PROMUSICAE)        | ۴۷         |
| آلبوم‌های سوئیسی (جدول موسیقی سوئیس)    | ۹          |
| آلبوم‌های بریتانیا (شرکت جدول‌های رسمی)  | ۱          |
| بیلبورد ۲۰۰ ایالات متحده               | ۲۹         |

## گواهی‌نامه‌ها
| منطقه                                                                      | گواهی | واحد گواهی‌شده/فروش |
| -------------------------------------------------------------------------- | ----- | ------------------ |
| کانادا (میوزیک کانادا)                                                     | طلا   | ۴۰٬۰۰۰             |
| Singapore                                                                  | طلا   | ۵٬۰۰۰*             |
| ایالات متحده (آرآی‌ای‌ای)                                                    | طلا   | ۵۰۰٬۰۰۰            |
| * رقم فروش تنها بر پایهٔ گواهی‌ها. · رقم فروش+پخش جاری تنها بر پایهٔ گواهی‌ها. |       |                    |

## تاریخچه انتشار
| منطقه | زمان          | فرمت                                                                     | ناشر           | منا.                 |
| ----- | ------------- | ------------------------------------------------------------------------ | -------------- | -------------------- |
| جهانی | ۱۷ ژوئیه ۲۰۲۰ | کلکسیون جعبه‌ای نوار کاست لوح فشرده دانلود دیجیتال آلبوم پرآهنگ استریمینگ | پالیدور رکوردز | [ ۲۵ ] [ ۵۰ ] [ ۵۱ ] |
| ژاپن  | ۲۶ اوت ۲۰۲۰   | سی‌دی                                                                     | یونیورسال      | [ ۵۲ ]               |